# Euphrasia matsumurae
Euphrasia matsumurae är en snyltrotsväxtart som beskrevs av Takenoshin Nakai. Euphrasia matsumurae ingår i släktet ögontröster, och familjen snyltrotsväxter. Inga underarter finns listade i Catalogue of Life.